# Hypocometa auxostira
Hypocometa auxostira là một loài bướm đêm trong họ Geometridae.